# Catch and kill
Catch and kill (pegar e matar) é uma técnica sub-reptícia utilizada por jornais e meios de comunicação para evitar que alguém revele publicamente informações prejudiciais a terceiros.
Usando um acordo de não divulgação legalmente aplicável, o tabloide se propõe a comprar os direitos exclusivos para "pegar" a história prejudicial que um indivíduo tem, mas depois "mata" a história para o benefício de terceiros, impedindo-a de ser publicada. O indivíduo com a informação frequentemente não percebe que o tabloide pretende suprimir a sua história em vez de publicá-la. A prática é tecnicamente distinta do uso de suborno, onde o indivíduo é subornado por terceiros para ocultar intencionalmente as informações prejudiciais, mas idêntico em todos os efeitos e propósitos práticos.
O National Enquirer e sua empresa-mãe, American Media, Inc., têm atraído a atenção por usar a prática.
O termo também pode se referir à prática de comprar concorrentes para eliminar a concorrência e manter um monopólio ou oligopólio ou como um antônimo de pegar e soltar usado na caça de animais selvagens.

## Exemplos

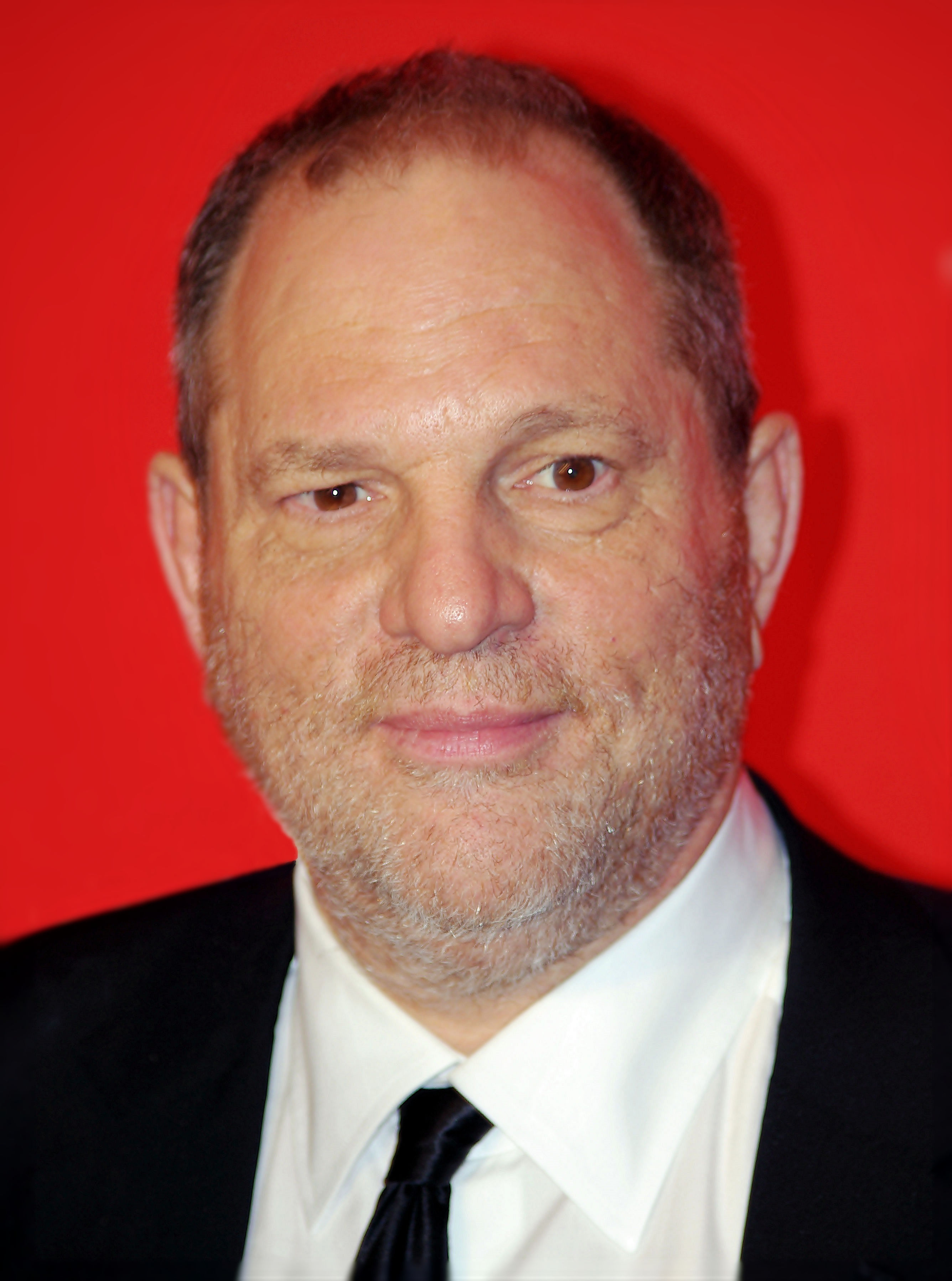
Harvey Weinstein

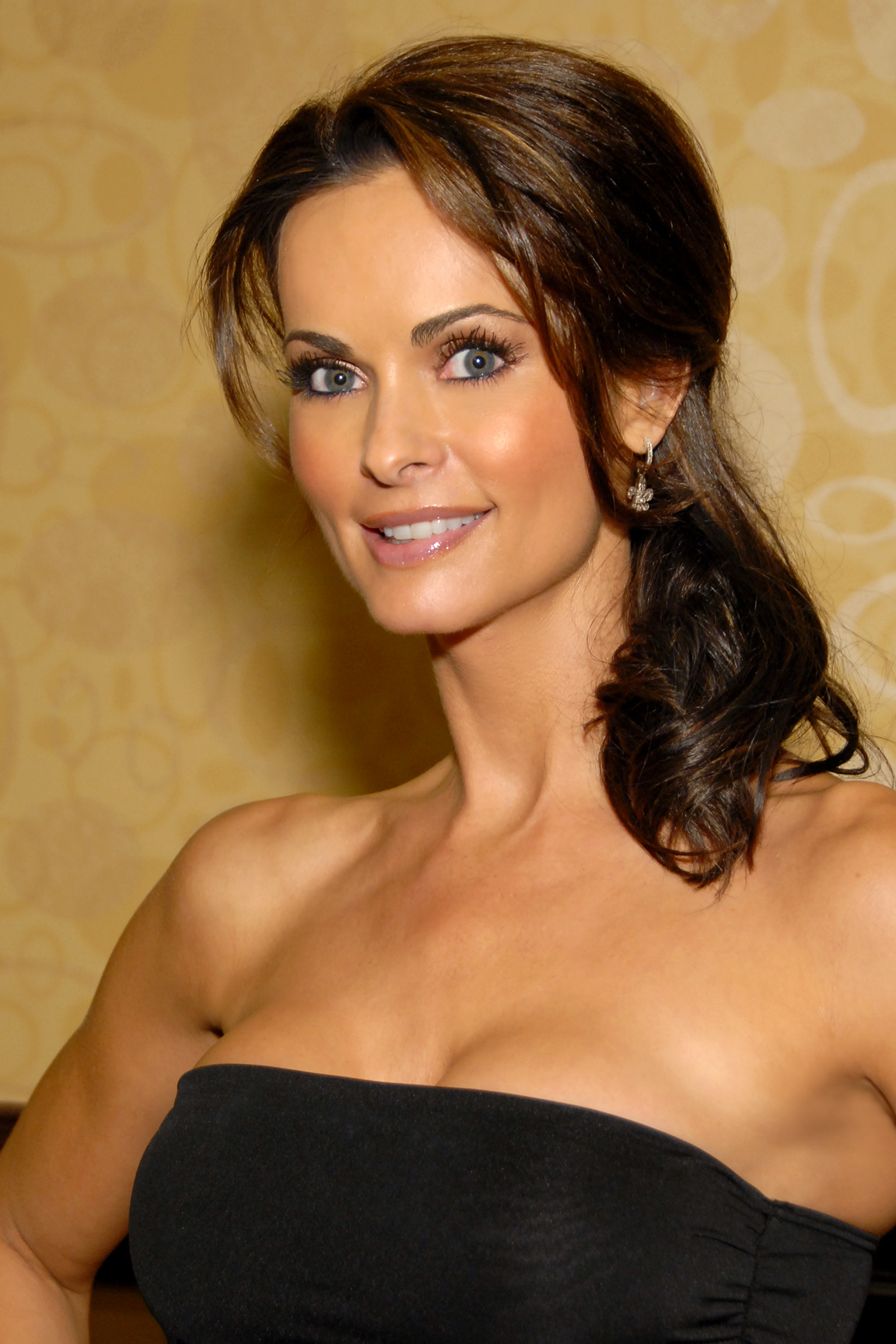
Karen McDougal

Os casos em que jornais foram acusados de usar catch and kill incluem:
- Em 2003, o National Enquirer assinou um contrato de 20 000 dólares com Gigi Goyette para obter direitos exclusivos sobre a história de seu suposto relacionamento extraconjugal com Arnold Schwarzenegger, que na época era candidato a governador da Califórnia, mas o jornal nunca solicitou mais informações de Goyette.[5]
- Em 2015, o National Enquirer supostamente abordou Ambra Battilana para comprar os direitos de sua história sobre o assédio de Harvey Weinstein, depois que Weinstein pediu ajuda ao executivo de um jornal. Quando nenhum acordo foi alcançado entre o jornal e Battilana, a equipe do National Enquirer passou a coletar informações pessoais prejudiciais sobre Battilana e outros acusadores de Weinstein.[6] Ronan Farrow, o repórter que divulgou a história sobre as acusações de abuso sexual contra Harvey Weinstein, lançou um livro de 2019 intitulado Catch and Kill: Lies, Spies, and a Conspiracy to Protect Predators (em português: Pegar e Matar: Mentiras, Espiões e uma Conspiração para Proteger Predadores).[7][8][9]
- Em 2015, a empresa empresa-mãe do National Enquirer, American Media, pagou 30 000 dólares a um ex-porteiro da Trump Tower pelos direitos exclusivos de suas alegações de que ele ouviu uma conversa sobre um filho que Donald Trump teve com uma mulher que não é sua esposa, mas nunca publicou um artigo sobre o tema. Em 2018, o advogado do porteiro indicou que a American Media o liberou das obrigações de manter silêncio sobre o que disse ter ouvido.[10][11][12]
- A American Media foi acusada de fazer um pagamento de 150 000 dólares em 2016 a Karen McDougal pela história de sua ligação com Trump, sem intenção de publicar a história. O "acordo de direitos de história de vida" cobre a "propriedade exclusiva de sua narrativa de qualquer relação romântica, pessoal ou física que ela já teve com qualquer 'homem então casado'". Em resposta, a editora afirmou que o acordo incluía outros elementos, como uma coluna regular de McDougal, e simplesmente decidiu não usar a história. O CEO da American Media, David Pecker, é amigo de Trump.[13][14][15][16]